# Thomas Houseago
Thomas Houseago (* 1972 in Leeds, West Yorkshire, England) ist ein britischer bildender Künstler.

## Leben
Houseago besuchte in den Jahren von 1990 bis 1991 die damals Jacob Kramer Foundation College genannte, heute in Leeds College of Art umbenannte Kunstschule seiner Heimatstadt. Danach studierte er von 1991 bis 1994 am Londoner Central Saint Martins College of Art and Design. Von 1994 bis 1996 hatte er im Haus des Künstlerinstituts de Ateliers in Amsterdam ein Studio zur Verfügung, bevor er für einige Jahre nach Los Angeles in Kalifornien ging.
Houseago arbeitete zu Beginn seines Schaffens mit billigen Materialien wie Gips oder Sperrholz und widmete sich danach auch Bronzearbeiten. Seine Bronzeskulptur Hermaphrodit wurde 2011 für 435.000 US-Dollar an einen europäischen Sammler verkauft.

## Einzelausstellungen
- 2019: Thomas Houseago, Musée d’Art moderne de la Ville de Paris
- 2014: Thomas Houseago., Gemeentemuseum Den Haag[2]
- 2013: My Genghis Khan Suit/Like A Circle around the Sun, Xavier Hufkens, Brüssel
- 2012: Thomas Houseago, Hauser & Wirth, London, England
- 2011: The Beat of the Show, Inverleith House/Royal Botanical Garden, Edinburgh, Schottland
- 2011: Amy Bessone and Thomas Houseago, Vancouver, British Columbia, Kanada
- 2011 What Went Down, Museum Abteiberg, Mönchengladbach
- 2011: What Went Down, Centre International d'art et du Paysage de l'Ile des Vassivière, Frankreich
- 2010: What Went Down, Modern Art Oxford and Ashmolean Museum, Oxford, England
- 2009: mit Aaron Curry: Two Face, Ballroom Marfa, Marfa, Texas, USA
- 2003: Thomas Houseage: I Am Here, Selected Sculptures 1995-2003, Stedelijk Museum voor Actuele Kunst (SMAK), Gent, Belgien
- 2002: with Amy Bessone, Xavier Hufkens, Brüssel, Belgien

## Gruppenausstellungen
- 2010: The Whitney Biennial, Whitney Museum of American Art, New York City, New York, USA
- 2009: Beaufort03. Art by the Sea, Beaufort (Kunstmanifestatie), Blankenberge, Belgien
- 1997: New Acquisitions, Stedelijk Museum, Amsterdam, Niederlande.